# Aborym
Aborym es una banda de black metal y metal industrial italiana fundada en 1992 por el bajista y vocalista Malfeitor Fabban, el guitarrista Alex Noia y el batería D. Belvedere en Tarento, Apulia. Tras grabar dos demos en el año 1993, Noia y Belvedere dejaron la banda. En ese momento llegaron el vocalista Yorga S.M. y el sueco Set Teitan, mientras que las partes de batería serían grabadas por una máquina. Su música es una violenta mezcla de estos dos subgéneros que presenta paisajes aterradores, lo brutal en terrenos extremos del metal. En 1999, Aborym da la bienvenida a Attila Csihar como vocalista invitado para su álbum debut Kali Yuga Bizarre que desde entonces ha permanecido como vocalista oficial de la banda. Pero a partir de marzo de 2005, Attila se integraría a la formación de Mayhem.

## Discografía
- 1999: Kali Yuga Bizarre
- 2001: Fire Walk with Us!
- 2003: With No Human Intervention
- 2006: Generator
- 2010: Psychogrotesque
- 2013: Dirty
- 2017: Shifting.negative

## Miembros
Actuales miembros
- Bård Faust – batería (desde 2005)
- Hell-I0-Kabbalus - guitarra (desde 2008)
- Malfeitor Fabban – bajo, sintetizador, teclista
- Prime Evil – voz (desde 2005)

Antiguos miembros
- Yorga S.M. – voz (1998–1999)
- Attila Csihar – voz (1999–2004)
- Alex Noia- guitarra (1991–1998)
- D. Belvedere – batería (1991–1998)
- Nysrok Infernalien – guitarra, sintetizador, teclista (2001–2007)
- Sethlans Teitan - guitarra (1997-2005)